# Рихтер, Антон
Антон Рихтер (нем. Anton Richter, венг. Richter Antal; 18 января 1802, Пробстдорф, ныне в составе Гросэнцерсдорфа, Австрия — 2 января 1854, Дьёр, Венгрия) — австро-венгерский дирижёр. Отец Ганса Рихтера.
На протяжении 10 лет был сперва хористом, а затем и хормейстером в капелле князей Эстергази в Айзенштадте. В этот период, помимо прочего, в 1831 г. приобрёл в качестве реликвии клавикорд, принадлежавший работавшему некогда там же Йозефу Гайдну, благодаря чему этот инструмент и дошёл благополучно до нашего времени.
В 1832 г. выиграл конкурс на замещение вакантной должности капельмейстера в кафедральном соборе города Дьёр и оставался на этом посту до конца жизни, оказав значительное влияние на музыкальную жизнь города. В 1846 году основал также городской мужской хор. Под руководством Рихтера впервые в Дьёре были исполнены оратория Гайдна «Времена года» и опера Вольфганга Амадея Моцарта «Так поступают все». Кроме того, Рихтер вёл и обширную педагогическую практику, а на одной из своих учениц, Йожефе Чазенски, будущей оперной певице, женился.
Умер от инсульта.